# Reformacka prowincja św. Jadwigi na Śląsku
Reformacka prowincja św. Jadwigi na Śląsku − prowincja zakonu Franciszkanów-reformatów, istniejąca w latach 1754-1810. Jej geneza sięga jednak 1525 roku, kiedy to w ramach czeskiej prowincji obserwantów powstała kustodia śląska. W 1660 wraz z całą prowincją czeską stała się reformacka. W prowincję została przekształcona po włączeniu Śląska do Prus na żądanie władz państwowych ze śląskich klasztorów czeskiej prowincji św. Wacława. Niektóre klasztory, jak na przykład Cieszyn, uległy wcześniejszej likwidacji. Skasowana przez rząd pruski w 1810 roku prowincja, posiadała ostatecznie 10 klasztorów: Głogów, Głubczyce, Jawor, Kłodzko (przy Kościele św. Jerzego), Legnica, Namysłów, Nysa, Racibórz, Wrocław, Złotoryja.
Na Śląsku, oprócz klasztorów tej prowincji, istniały jeszcze dwa klasztory reformatów należące do galicyjskiej Prowincji Matki Bożej Anielskiej: Gliwice i Góra św. Anny. Zakonnicy tych klasztorów, mimo nalegania władz pruskich, bronili się przed włączeniem do prowincji św. Jadwigi. Ostatecznie, wraz z klasztorem w Pilicy, także na żądanie władz pruskich, zostały przekształcone najpierw w komisariat Matki Bożej Anielskiej a następnie w 1805 w Kustodię św Krzyża.